# Sistema Nacional de Metrologia, Normalização e Qualidade Industrial
O Sistema Nacional de Metrologia, Normalização e Qualidade Industrial (Sinmetro) é um sistema brasileiro, composto tanto por entidades privadas quanto por órgãos públicos, que tem o papel de exercer serviços relacionados com metrologia, normalização, qualidade industrial e certificação de conformidade. O Sistema foi instituído em 11 de dezembro de 1973 e é composto por um órgão normativo (Conmetro) e outro executivo (Inmetro).
Esse Sistema Nacional tem uma estrutura capaz de avaliar e certificar a qualidade dos produtos, dos processos e dos serviços, por meio de uma rede de laboratórios de ensaio e de calibração e de organismos liderados pelo Inmetro. Essa estrutura atende às necessidades do governo, da indústria, do comércio e da população em geral.
Na área da Metrologia Legal, o sistema de defesa do consumidor é largamente difundido, ou seja, o trabalho de fiscalização é considerado de utilidade pública já que atinge mais de 5 mil municípios do Brasil.

## Organismos do Sinmetro
Podem ser elencadas como principais organismos componentes do Sinmetro:
- Conselho Nacional de Metrologia, Normalização e Qualidade Industrial (Conmetro) e seus comitês técnicos;

- Instituto Nacional de Metrologia, Qualidade e Tecnologia (Inmetro);

- Organismos de certificação credenciados (OCC), Sistemas da qualidade, Sistemas de gestão ambiental, produtos e pessoal;

- Organismos de inspeção credenciados (OIC);

- Organismos de treinamento credenciados (OTC);

- Organismo Provedor de Ensaio de Proficiência Credenciado (OPP);

- Laboratórios credenciados – calibrações e ensaios – RBC/RBLE;

- Associação Brasileira de Normas Técnicas (ABNT);

- Institutos Estaduais de Pesos e Medidas, os IPEMs;

- Redes metrológicas estaduais.